# 黃文槐
黄文槐（越南语：／；1848年—1885年），字王植，越南阮朝官員。

## 生平
黃文槐是北寧省慈山府東岸縣芙蒥總芙蒥社（今屬北寧省慈山市新鴻坊芙蒥村）人，嗣德元年（1848年）出生，父親是御史黃文琔。黃文槐少年時代就有文名。嗣德二十三年（1870年），在庚午科鄉試中考中舉人。嗣德三十三年（1880年），考中庭試第三甲同進士出身。授予翰林院修撰，又以學識淵博蒙嗣德帝召試，除侍讀，領建昌知府。建福元年（1884年），充幫辦北寧次務，不久因出錯被貶充經驗起居注。咸宜元年（1885年），咸宜帝出京抗法，勤王運動爆發。黃文槐死於動亂之中。成泰初年，追授翰林院著作。
成泰十二年（1900年）舉人黃瑞芝爲黃文槐之侄。